# Острожские

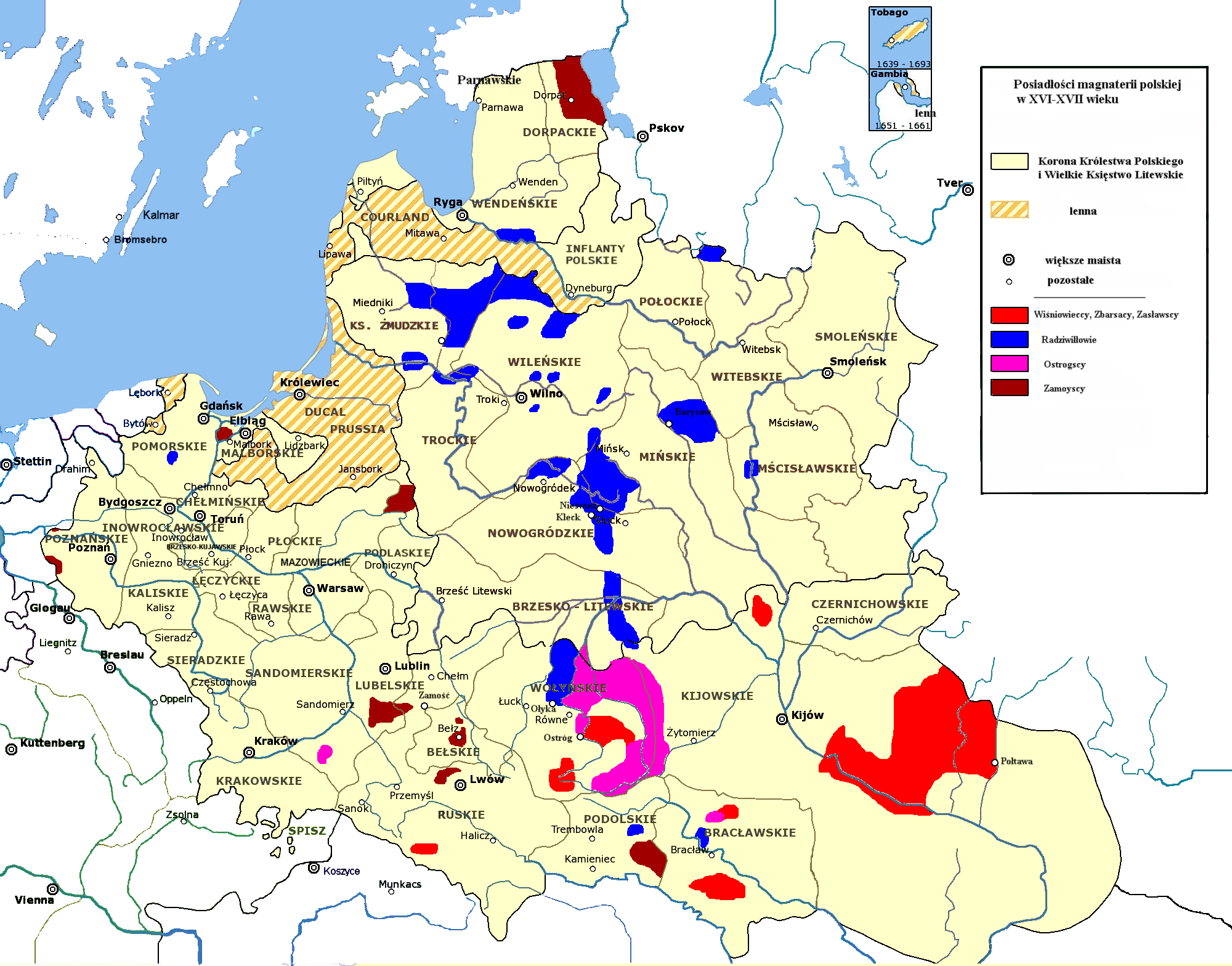
Владения Острожских обозначены розовым.

Остро́жские — угасший в XVII веке западнорусский княжеский род, представители которого с конца XIV века занимали высокие государственные должности в Великом княжестве Литовском и Речи Посполитой, владели огромными поместьями на территории современных Украины и Белоруссии. В период процветания фамилии (конец XVI века) князья Острожские были самыми богатыми и могущественными землевладельцами в Великом княжестве Литовском: в их владении состояли 24 города, 10 местечек и несколько сот сёл. Фамильное гнездо — Острожский замок в городе Острог (ныне Ровненская область Украины).

## Происхождение
Происхождение Острожских достоверно не установлено. В исторических источниках род появляется в 1386 году, когда упомянут князь Фёдор Данилович. Его отцом считается Даниил, происхождение которого остаётся дискуссионным.
Во времена Константина Острожского князья Острожские и их биографы выводили свою родословную от легендарного «первопредка всех русин — Руса», утверждали что они потомки «короля Руси — Даниила Галицкого» и великого князя киевского Владимира «первокрестителя».
Княжеские вотчины Острожских занимали территорию бывшего Турово-Пинского княжества. В этом княжестве на протяжении всей его истории правили потомки Святополка Изяславича киевского, к которым относят себя, в частности, Святополк-Четвертинские.
Существует несколько гипотез о происхождении Даниила Острожского. Единственная документально подтверждённая из них предполагает происхождение Острожских от киевского князя Святополка Изяславича (вторая по старшинству ветвь Рюриковичей после Ростиславичей галицких).

### Версия происхождения от князей Галицких
Первая версия происхождения князей Острожских появилась в польских источниках в XVII веке. Согласно ей, родоначальником князей Острожских был волынский князь Василько Романович, брат князя Даниила Галицкого. Эта версия была опубликована в работе Каспера Несецкого. Хотя эта версия и грешила хронологическими несообразностями, но она была принята рядом польских генеалогов.
Позже князь Пётр Владимирович Долгоруков в своём «Российском родословном сборнике» указал в качестве родоначальника Острожских князя Фёдора Васильевича, которого он считал сыном Василия Романовича, князя Острожского и Заславского, которого, в свою очередь, он приписал братом Даниилу Романовичу Галицкому, невзирая на то, что у Даниила был другой брат с таким именем.
Позже данная версия была скорректирована. Г. А. Власьев выводил происхождение Острожских от одного из сыновей Даниила Галицкого — Романа Даниловича (ум. 1258/1260), сыном которого он считал упоминаемого в 1281—1282 годах слонимского князя Василько. Хотя ни в каких источниках не упоминается о том, что у Романа были дети, данная версия была поддержана рядом специалистов по генеалогии.
Существует и другая версия, по которой отцом Василько был брат Романа, князь Луцкий и Волынский Мстислав Данилович.
Галицкая версия происхождения Даниила Острожского:
|  |  |  |  | Даниил Романович (ум. 1264) князь Галицкий и Волынский, король Руси |                                                    |                                                    |                                                    |                                                    |                                                    |  |  |                                                        |                                                        |                                                        |                                                        |                                                        |                                                        |  |  |  |  |  |  |  |  |  |  |  |  |  |  |  |  |
|  |  |  |  |                                                                     |                                                    |                                                    |                                                    |                                                    |                                                    |  |  |                                                        |                                                        |                                                        |                                                        |                                                        |                                                        |  |  |  |  |  |  |  |  |  |  |  |  |  |  |  |  |
|  |  |  |  |                                                                     |                                                    |                                                    |                                                    |                                                    |                                                    |  |  |                                                        |                                                        |                                                        |                                                        |                                                        |                                                        |  |  |  |  |  |  |  |  |  |  |  |  |  |  |  |  |
|  |  |  |  | Роман Данилович (ум. 1258/1260) князь новогрудский                  | Роман Данилович (ум. 1258/1260) князь новогрудский | Роман Данилович (ум. 1258/1260) князь новогрудский | Роман Данилович (ум. 1258/1260) князь новогрудский | Роман Данилович (ум. 1258/1260) князь новогрудский | Роман Данилович (ум. 1258/1260) князь новогрудский |  |  | Мстислав Данилович (ум. 1292) князь луцкий и волынский | Мстислав Данилович (ум. 1292) князь луцкий и волынский | Мстислав Данилович (ум. 1292) князь луцкий и волынский | Мстислав Данилович (ум. 1292) князь луцкий и волынский | Мстислав Данилович (ум. 1292) князь луцкий и волынский | Мстислав Данилович (ум. 1292) князь луцкий и волынский |  |  |  |  |  |  |  |  |  |  |  |  |  |  |  |  |
|  |  |  |  | Роман Данилович (ум. 1258/1260) князь новогрудский                  | Роман Данилович (ум. 1258/1260) князь новогрудский | Роман Данилович (ум. 1258/1260) князь новогрудский | Роман Данилович (ум. 1258/1260) князь новогрудский | Роман Данилович (ум. 1258/1260) князь новогрудский | Роман Данилович (ум. 1258/1260) князь новогрудский |  |  | Мстислав Данилович (ум. 1292) князь луцкий и волынский | Мстислав Данилович (ум. 1292) князь луцкий и волынский | Мстислав Данилович (ум. 1292) князь луцкий и волынский | Мстислав Данилович (ум. 1292) князь луцкий и волынский | Мстислав Данилович (ум. 1292) князь луцкий и волынский | Мстислав Данилович (ум. 1292) князь луцкий и волынский |  |  |  |  |  |  |  |  |  |  |  |  |  |  |  |  |
|  |  |  |  |                                                                     |                                                    |                                                    |                                                    |                                                    |                                                    |  |  |                                                        |                                                        |                                                        |                                                        |                                                        |                                                        |  |  |  |  |  |  |  |  |  |  |  |  |  |  |  |  |
|  |  |  |  |                                                                     |                                                    |                                                    |                                                    |                                                    |                                                    |  |  | Василько (ум. после 1282) князь слонимский             |                                                        |                                                        |                                                        |                                                        |                                                        |  |  |  |  |  |  |  |  |  |  |  |  |  |  |  |  |
|  |  |  |  |                                                                     |                                                    |                                                    |                                                    |                                                    |                                                    |  |  |                                                        |                                                        |                                                        |                                                        |                                                        |                                                        |  |  |  |  |  |  |  |  |  |  |  |  |  |  |  |  |
|  |  |  |  |                                                                     |                                                    |                                                    |                                                    |                                                    |                                                    |  |  | Даниил князь острожский                                |                                                        |                                                        |                                                        |                                                        |                                                        |  |  |  |  |  |  |  |  |  |  |  |  |  |  |  |  |
|  |  |  |  |                                                                     |                                                    |                                                    |                                                    |                                                    |                                                    |  |  |                                                        |                                                        |                                                        |                                                        |                                                        |                                                        |  |  |  |  |  |  |  |  |  |  |  |  |  |  |  |  |
|  |  |  |  |                                                                     |                                                    |                                                    |                                                    |                                                    |                                                    |  |  | Князья Острожские                                      |                                                        |                                                        |                                                        |                                                        |                                                        |  |  |  |  |  |  |  |  |  |  |  |  |  |  |  |  |

### Версия о происхождении от турово-пинских князей
Исследованием вопроса о происхождении князей Острожских в XIX веке детально занимался историк Михаил Александрович Максимович. Он изучал записи в Киево-Печерском синодике, в который князья Острожские вписывали для поминовения имена своих предков. В 1886 году он опубликовал работу «Письма о князьях Острожских к графине А. Д. Блудовой».
По заключению Максимовича, князья Острожские были потомками турово-пинских князей, являвшихся потомками великого князя киевского Святополка (Михаила) Изяславича. Отцом Даниила Максимович считал упомянутого в Киево-Печерском синодике князя Дмитрия, которого, в свою очередь, считал сыном умершего в 1292 году пинского князя Юрия Владимировича.
Происхождение князя Даниила Острожского по Максимовичу:
|  |  |  |  |                                 |                                 |                                 |                                 |                                 |                                 |  |  | Святополк Изяславич (1050—1113) великий князь киевский   |                                 |                                 |                                 |                                 |                                 |  |  |                                             |                                             |                                             |                                             |                                             |                                             |  |  |  |  |  |  |  |  |  |  |  |  |  |  |  |  |  |  |  |  |  |  |
|  |  |  |  |                                 |                                 |                                 |                                 |                                 |                                 |  |  |                                                          |                                 |                                 |                                 |                                 |                                 |  |  |                                             |                                             |                                             |                                             |                                             |                                             |  |  |  |  |  |  |  |  |  |  |  |  |  |  |  |  |  |  |  |  |  |  |
|  |  |  |  |                                 |                                 |                                 |                                 |                                 |                                 |  |  | Ярослав Святополчич (ум. 1123) князь Владимиро-Волынский |                                 |                                 |                                 |                                 |                                 |  |  |                                             |                                             |                                             |                                             |                                             |                                             |  |  |  |  |  |  |  |  |  |  |  |  |  |  |  |  |  |  |  |  |  |  |
|  |  |  |  |                                 |                                 |                                 |                                 |                                 |                                 |  |  |                                                          |                                 |                                 |                                 |                                 |                                 |  |  |                                             |                                             |                                             |                                             |                                             |                                             |  |  |  |  |  |  |  |  |  |  |  |  |  |  |  |  |  |  |  |  |  |  |
|  |  |  |  |                                 |                                 |                                 |                                 |                                 |                                 |  |  | Юрий Ярославич (ум. ок. 1168) князь туровский            |                                 |                                 |                                 |                                 |                                 |  |  |                                             |                                             |                                             |                                             |                                             |                                             |  |  |  |  |  |  |  |  |  |  |  |  |  |  |  |  |  |  |  |  |  |  |
|  |  |  |  |                                 |                                 |                                 |                                 |                                 |                                 |  |  |                                                          |                                 |                                 |                                 |                                 |                                 |  |  |                                             |                                             |                                             |                                             |                                             |                                             |  |  |  |  |  |  |  |  |  |  |  |  |  |  |  |  |  |  |  |  |  |  |
|  |  |  |  |                                 |                                 |                                 |                                 |                                 |                                 |  |  | Глеб Юрьевич (ум. 1195) князь туровский                  |                                 |                                 |                                 |                                 |                                 |  |  |                                             |                                             |                                             |                                             |                                             |                                             |  |  |  |  |  |  |  |  |  |  |  |  |  |  |  |  |  |  |  |  |  |  |
|  |  |  |  |                                 |                                 |                                 |                                 |                                 |                                 |  |  |                                                          |                                 |                                 |                                 |                                 |                                 |  |  |                                             |                                             |                                             |                                             |                                             |                                             |  |  |  |  |  |  |  |  |  |  |  |  |  |  |  |  |  |  |  |  |  |  |
|  |  |  |  |                                 |                                 |                                 |                                 |                                 |                                 |  |  | Владимир (Глебович) (ум. после 1229) князь пинский       |                                 |                                 |                                 |                                 |                                 |  |  |                                             |                                             |                                             |                                             |                                             |                                             |  |  |  |  |  |  |  |  |  |  |  |  |  |  |  |  |  |  |  |  |  |  |
|  |  |  |  |                                 |                                 |                                 |                                 |                                 |                                 |  |  |                                                          |                                 |                                 |                                 |                                 |                                 |  |  |                                             |                                             |                                             |                                             |                                             |                                             |  |  |  |  |  |  |  |  |  |  |  |  |  |  |  |  |  |  |  |  |  |  |
|  |  |  |  |                                 |                                 |                                 |                                 |                                 |                                 |  |  |                                                          |                                 |                                 |                                 |                                 |                                 |  |  |                                             |                                             |                                             |                                             |                                             |                                             |  |  |  |  |  |  |  |  |  |  |  |  |  |  |  |  |  |  |  |  |  |  |
|  |  |  |  | Фёдор Владмирович князь пинский | Фёдор Владмирович князь пинский | Фёдор Владмирович князь пинский | Фёдор Владмирович князь пинский | Фёдор Владмирович князь пинский | Фёдор Владмирович князь пинский |  |  | Демид Владмирович князь пинский                          | Демид Владмирович князь пинский | Демид Владмирович князь пинский | Демид Владмирович князь пинский | Демид Владмирович князь пинский | Демид Владмирович князь пинский |  |  | Юрий Владимирович) (ум. 1292) князь пинский | Юрий Владимирович) (ум. 1292) князь пинский | Юрий Владимирович) (ум. 1292) князь пинский | Юрий Владимирович) (ум. 1292) князь пинский | Юрий Владимирович) (ум. 1292) князь пинский | Юрий Владимирович) (ум. 1292) князь пинский |  |  |  |  |  |  |  |  |  |  |  |  |  |  |  |  |  |  |  |  |  |  |
|  |  |  |  | Фёдор Владмирович князь пинский | Фёдор Владмирович князь пинский | Фёдор Владмирович князь пинский | Фёдор Владмирович князь пинский | Фёдор Владмирович князь пинский | Фёдор Владмирович князь пинский |  |  | Демид Владмирович князь пинский                          | Демид Владмирович князь пинский | Демид Владмирович князь пинский | Демид Владмирович князь пинский | Демид Владмирович князь пинский | Демид Владмирович князь пинский |  |  | Юрий Владимирович) (ум. 1292) князь пинский | Юрий Владимирович) (ум. 1292) князь пинский | Юрий Владимирович) (ум. 1292) князь пинский | Юрий Владимирович) (ум. 1292) князь пинский | Юрий Владимирович) (ум. 1292) князь пинский | Юрий Владимирович) (ум. 1292) князь пинский |  |  |  |  |  |  |  |  |  |  |  |  |  |  |  |  |  |  |  |  |  |  |
|  |  |  |  |                                 |                                 |                                 |                                 |                                 |                                 |  |  |                                                          |                                 |                                 |                                 |                                 |                                 |  |  | Дмитрий князь острожский                    |                                             |                                             |                                             |                                             |                                             |  |  |  |  |  |  |  |  |  |  |  |  |  |  |  |  |  |  |  |  |  |  |
|  |  |  |  |                                 |                                 |                                 |                                 |                                 |                                 |  |  |                                                          |                                 |                                 |                                 |                                 |                                 |  |  |                                             |                                             |                                             |                                             |                                             |                                             |  |  |  |  |  |  |  |  |  |  |  |  |  |  |  |  |  |  |  |  |  |  |
|  |  |  |  |                                 |                                 |                                 |                                 |                                 |                                 |  |  |                                                          |                                 |                                 |                                 |                                 |                                 |  |  | Даниил князь острожский                     |                                             |                                             |                                             |                                             |                                             |  |  |  |  |  |  |  |  |  |  |  |  |  |  |  |  |  |  |  |  |  |  |
|  |  |  |  |                                 |                                 |                                 |                                 |                                 |                                 |  |  |                                                          |                                 |                                 |                                 |                                 |                                 |  |  |                                             |                                             |                                             |                                             |                                             |                                             |  |  |  |  |  |  |  |  |  |  |  |  |  |  |  |  |  |  |  |  |  |  |
|  |  |  |  |                                 |                                 |                                 |                                 |                                 |                                 |  |  |                                                          |                                 |                                 |                                 |                                 |                                 |  |  | Князья Острожские                           |                                             |                                             |                                             |                                             |                                             |  |  |  |  |  |  |  |  |  |  |  |  |  |  |  |  |  |  |  |  |  |  |

Согласно исследованиям Максимовича, мать Даниила в иночестве звали Елизавета.
Заключение Максимовича косвенно подтверждают польские хроники, опубликованные в 1611 году в Кракове. Этот крайне поздний источник называет их родоначальником некого Заслава, князя Киевского и Смоленского, который жил около 1076 г. и участвовал в походе Святослава Игоревича против польского короля Болеслава Храброго. Несмотря на искажение исторических фактов, «Заслав» — форма имени Изяслава Ярославича, отца Святополка Изяславича и прародителя князей турово-пинских.
Версию Максимовича поддержал польский генеалог Юзеф Вольф, но в XIX—XX веках она оспаривалась другими исследователями.

### Версия о происхождении отГедимина
В 1886 году историк-любитель П. Н. Петров опубликовал работу «История родов русского дворянства». В ней он высказал гипотезу, что, поскольку владения Острожских находились на землях, подчинённых Гедиминовичам, то искать родоначальника Острожских нужно среди них. Петров считал, что Даниил — это христианское имя одного из потомков великого князя Литовского Гедимина. В качестве такого князя он предложил Воидата, сына Кейстута. Однако построения Петрова не основывались на каких-то источниках и данная версия поддержки других исследователей не встретила.
Пыталась вывести князей Острожских из Гедиминовичей и Н. Яковенко. В своей работе «Українська шляхта з кінця XIV — до середини XVII століття. Волинь і Центральна Україна» она называла Даниила внуком пинского князя Наримунта (Глеба) Гедиминовича (ум. 1348).

### Другие версии
Существовали и другие версии происхождения Острожских. По одной из них, князья Острожские происходят от князей городенских. Существовала также версия о том, что Даниил, родоначальник Острожских, был галицким боярином, присвоившим себе княжеский титул.

## Представители

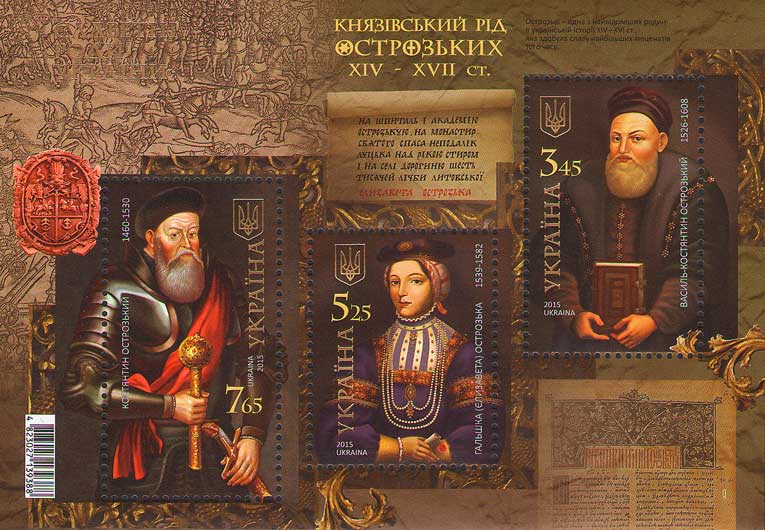
Марка Украины «Княжеский род Острожских XIV—XVII ст.». Константин Острожский, Эльжбета (Гальша) Острожская, Константин (Василий) Острожский. 2015 г.

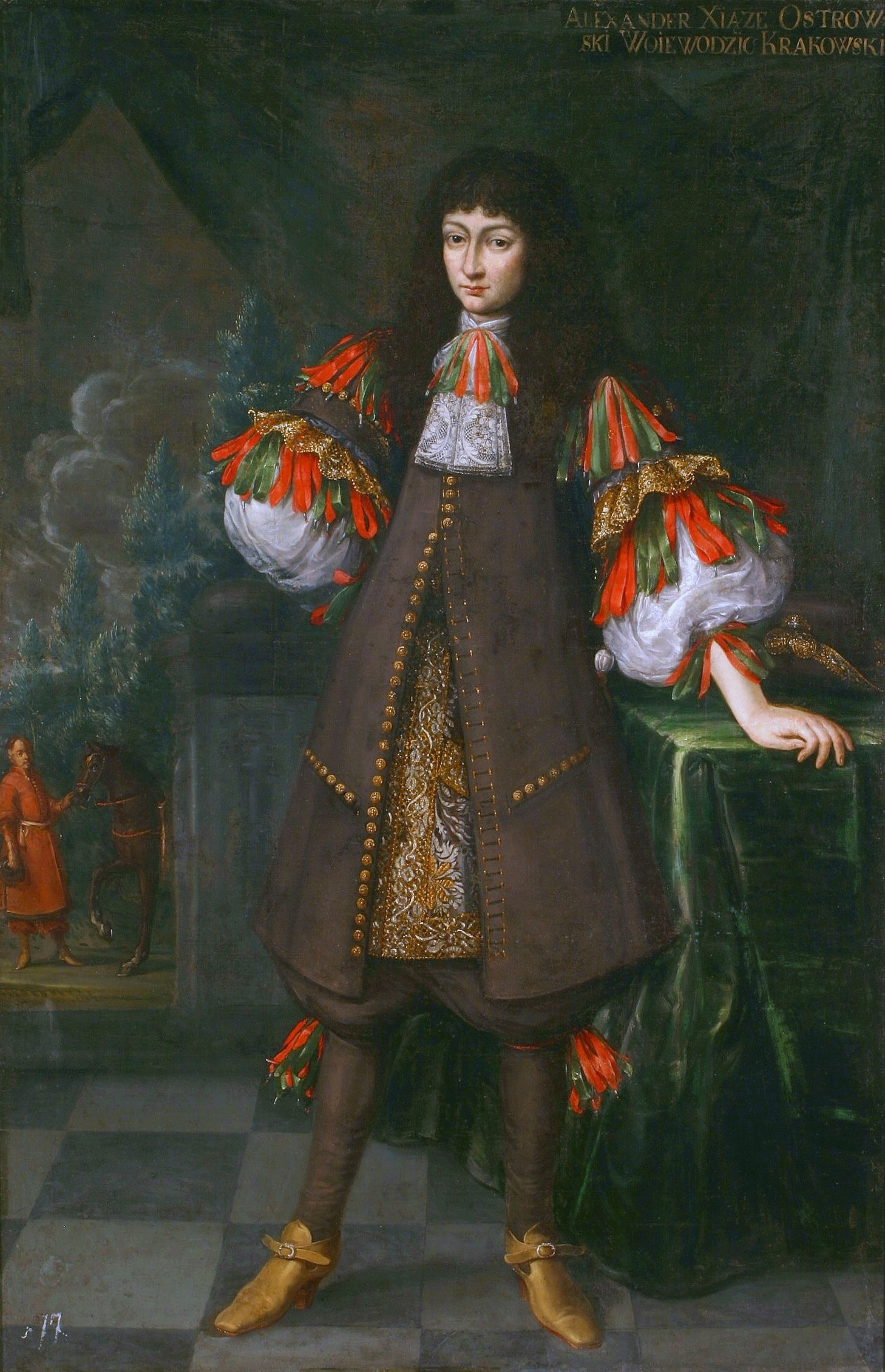
Портрет Александра Острожского, вторая половина XVII века

- Данила Острожский, волынский князь, участник борьбы феодалов Великого княжества Литовского в 1341 году против польского короля Казимира III.
- Фёдор Острожский (? — 1438 (?)), сын Данилы, староста луцкий; поддерживал князя Свидригайло в борьбе с Витовтом, в 1422 году участник похода несвижского князя Фёдора Карибутовича в Чехию для поддержки гуситов. Первый положил прочное основание земельному богатству фамилии. В конце жизни стал иноком Киево-Печерской лавры под именем Феодосий. Причислен церковью к лику святых.
- Сын его Василий Федорович «Красный» (умер в 1461 году) разделил свои владения между двумя своими сыновьями, из которых старший, Георгий, получил город Заслав и стал родоначальником князей Заславских, а младший, Иван, продолжал владеть Острогом.
- Иван Васильевич Острожский (ум. ок. 1466) — князь острожский, младший сын князя Василия Федоровича «Красного» Острожского и Анны Ивановны Подберезской. Прославился в многочисленных боях с крымскими татарами.
- Михаил Иванович Острожский (ум. 1501) — князь острожский (1465—1501), староста луцкий и маршалок Волынской земли (1500—1501), старший сын князя Ивана Васильевича Острожского. В конце 1490-х гг. отличился в многочисленных боях с крымскими татарами. В 1500 г. был назначен старостой луцким и маршалком Волынской земли.
- Константин Острожский (1460 ? — 1530), второй сын Ивана Васильевича, гетман Великого княжества Литовского с 1497, каштелян виленский с 1511 г., воевода трокский с 1522 г.; член Рады Великого княжества Литовского. Возглавлял походы на крымских татар. Одержал победу более чем в 60 битвах. В битве с русскими войсками на реке Ведроша (14 июля 1500 г.) разбит и взят в плен, откуда бежал в 1507 г. В битве под Оршей (1514) победил русские войска. Защитник православия, строил церкви в городах на восточнославянских землях Великого княжества Литовского. Женившись на слуцкой княжне Александре, получил большие земельные владения на территории современной Беларуси.
- Илья Константинович Острожский (1510—1539) — князь Острожский (1530—1539), наместник брацлавский, винницкий и звенигородский (1530—1539), старший сын великого гетмана литовского князя Константина Ивановича Острожского (1460—1530) от первого брака с Татьяной Семеновной Гольшанской. В 1530 г. после смерти своего отца, великого гетмана литовского Константина Ивановича Острожского, Илья Острожский унаследовал его владения и получил должности старосты брацлавского, винницкого и звенигородского. В 1530, 1531 и 1533 гг. участвовал в боях с крымскими татарами на Волыни. В 1534—1536 гг. участвовал в русско-литовской войне, где командовал собственными надворными военными хоругвями. В 1539 г. женился на Беате Костелецкой (1515—1576), незаконнорождённой дочери короля польского и великого князя литовского Сигизмунда Казимировича Старого. Дети: Эльжбета Катажина Острожская (1539—1582), 1-й муж с 1553 г. староста каневский и черкасский князь Дмитрий Федорович Сангушко (1530—1554), 2-й муж с 1555 г. воевода ленчицкий, калишский и познанский Лукаш Гурко (1533—1573), 3-й муж с 1559 г. князь Семён Юрьевич Слуцкий.
- Константин (Василий) Острожский (1527—1608), сын Константина Острожского. Родился и провёл детство в Турове, принадлежавшем его матери. Киевский воевода, покровитель православной веры. Владел 24 городами, 10 местечками и 670 деревнями. Имел большое влияние в Великом княжестве Литовском. Выступал против распространения католичества на восточнославянских землях, поддерживал православные братства, основал школы в Слуцке, Турове (1572), Владимире-Волынском (1577), в Остроге школу (конец 1570-х г.) и типографию (1580, здесь работал русский первопечатник Иван Фёдоров). Участвовал в подавлении крестьянско-казацких восстаний под руководством К. Косинского и С. Наливайко.
- Януш Острожский (1554—1620), сын Константина (Василия), воевода волынский с [1585], каштелян краковский, воспитан был в латинско-польском духе и принял католичество. Сыновей у него не осталось, поэтому после смерти дочери его, Ефросиньи, ординация князя Острожского перешла к князьям Заславским, а по пресечении этого рода — к Сангушкам.
- Константин Константинович Острожский (1563—1588) — староста владимирский (1579—1588) и переяславский (1585—1588), великий кравчий коронный (1579—1588), великий подчаший коронный (1588), второй сын воеводы киевского князя Константина-Василия Константиновича Острожского и Софии Тарновской. В 1583 г. женился на Александре Тышкевич (+ после 1593). Скончался, не оставив после себя потомства.
- Александр Константинович Острожский (1571—1603) — воевода волынский (1593—1603), младший сын воеводы киевского князя Константина Константиновича Острожского и Софии Тарновской. При жизни своего отца перешёл из православия в католицизм. В 1592 г. женился на Анне Костке (1571—1635), дочери воеводы сандомирского и старосты мальборкского Яна Костки и Софии Одроваз. Дети: Александр Александрович Острожский (+1607); Адам-Константин Александрович Острожский (+1618); Януш Александрович Острожский (+1619); Криштоф Александрович Острожский (+ 1606); Василий Александрович Острожский (+1605); София Александровна Острожская (1595—1622), жена с 1613 г. воеводы краковского князя Станислава Любомирского (1583—1649); Анна-Алоиза Александровна Острожская (1600—1654), жена с 1620 г. великого гетмана литовского и воеводы виленского Яна Кароля Ходкевича (1561—1621); Екатерина Александровна Острожская (1602—1642), жена с 1620 г. воеводы киевского и великого канцлера коронного Томаша Замойского (1594—1638).